# Luisa Banti
Luisa Banti (Firenze, 13 luglio 1894 – Firenze, 17 febbraio 1978) è stata un'archeologa e scrittrice italiana.

## Biografia
Nata in una famiglia colta e benestante, era figlia di Guido Banti, patologo, e di Pia Pestellini. Superando le resistenze della sua famiglia che non era favorevole agli studi scientifici per le donne, studiò lettere antiche all'università di Firenze dove ebbe come insegnanti Luigi Pareti, Luigi Pernier, Giacomo Devoto e Giorgio Pasquali. La sua tesi di laurea riguardò le vestigia del territorio dell'antica Luni, con particolare riguardo alla topografia etrusca. Durante i successivi studi di specializzazione compilò uno studio sul Culto dei morti nella Roma antichissima.
Dal 1927 iniziò la collaborazione con la rivista di "Studi etruschi", della quale nel 1965 divenne direttrice.
Negli anni '30 lavora presso la Biblioteca Vaticana nella sezione dei manoscritti greci, pubblicando lavori di filologia medioevale e umanistica. Nello stesso periodo prende avvio la collaborazione con l'Enciclopedia italiana per la quale compila voci relative alla topografia etrusca, alla storia delle religioni e all'antichità greco-romana.
Nel periodo tra il 1930 e il 1940 partecipa alle campagne estive di scavo della Missione Archeologica Italiana a Creta diretta da Luigi Pernier, sui siti di Festo e Agía Triáda. In questa occasione è incaricata del riordino dei materiali degli scavi precedenti e alla pubblicazione degli inediti.
Nel periodo bellico è assistente di Raffaele Pettazzoni presso la cattedra di Storia delle religioni all'Università La Sapienza di Roma e redattrice per il Bollettino d'arte. Inoltre, continuando la collaborazione per la stesura delle voci dell'Enciclopedia italiana minore, fa da prestanome a Mario Segre e altri collaboratori fascisti o ebrei, per consentire loro di continuare a partecipare al progetto.
Nel 1947 diventa socio corrispondente della Pontificia Accademia di archeologia. Dal 1948 al 1953, ottenuta la cattedra ordinaria di archeologia, insegna presso l'università di Pavia, poi si sposta a Firenze, con la cattedra di etruscologia e archeologia fino al 1964 quando si ritira per raggiunti limiti di età.
Nel 1960 pubblica il libro Il mondo degli Etruschi, tradotto in varie lingue.
Lasciato l'insegnamento, i suoi studi si concentrano sulla villa cretese di Agía Triáda e sulla ricostruzione delle relazioni di scavo di Federico Halbherr ed Enrico Stefani. Quando il materiale era pressoché pronto per la pubblicazione, subisce un notevole danno a seguito dell'alluvione del 1966 della casa fiorentina di Luisa Banti.
Trascorse gli ultimi anni presso l'Accademia americana di Roma intenta nello studio della villa cretese.

## Archivio
Le carte di Luisa Banti, prodotte nel corso della sua attività di archeologa e docente, sono conservate presso l'Università degli studi di Firenze, Facoltà di lettere e filosofia, Dipartimento di scienze dell'Antichità "Giorgio Pasquali". Pervennero all'Università di Firenze, dove la Banti aveva ricoperto la cattedra di etruscologia e archeologia fino al 1964, in una data ancora non accertata. Il materiale, seriamente danneggiato dall'alluvione del 1966, ha perso quasi del tutto l'originale ordinamento e ha subìto un riordino nel 2002.

## Opere
- Culto dei morti nella Roma antichissima, Studi italiani di filologia classica, n.s., VII, 1929
- Luni, 1937
- I culti minoici e greci di Haghia Triada (Creta), 1941
- Il palazzo minoico di Festo, 1951
- Problemi della pittura arcaica etrusca: la tomba dei Tori a Tarquinia, in Studi etruschi, vol. XXIV, 1955-1956
- Il mondo degli Etruschi, 1960
- F. Halbherr, E. Stefani, L. Banti, Haghia Triada nel periodo tardo palaziale, in Annuario della Scuola archeologica italiana di Atene, LV [1977], pp. 13 ss.